# 李延保
李延保（？—），男，中华人民共和国政治人物、教育家，曾任东南大学副校长、党委副书记，中山大学党委书记，第十届全国政协委员。